# حصار واسط
حصار واسط (مُحرَّم - ذي الحجَّة 132هـ / سبتمبر 749 - يوليو 750م) قام من خلاله الجيش العباسي القادم من خُراسان بقيادة قحطبة بن شبيب الطَّائي ولاحقًا بقيادة ابنه الحسن بن قحطبة، ثم أبو جعفر المنصور، بفرض حصار خانق على مدينة واسط في ولاية العراق بهدف القضاء على الحامية الأمويّة المُحاصرة فيها بقيادة الوالي الأموي الأخير للعراق يزيد بن عمر بن هبيرة. استمر الحصار نحو 11 شهر على الرُّغم من انتهاء الدَّولة الأمويَّة ومقتل آخر خُلفاء مروان بن محمد. انتهى الحصار باستسلام الحامية على شروط الأمان، غير أنه انتقض بأوامر من الخليفة أبو العبَّاس السَّفَّاح بنصيحة من أبو مسلم الخراساني، ليُقتل ابن هُبيرة مع أصحابه وأنصاره لاحقًا.

## خلفية الأحداث
لم تكن هزيمة مروان بن محمد آخر خُلفاء بني أميَّة في معركة الزَّاب هي آخر متاعب العبَّاسيين، بل ولم تكن آخر مناوشاتهم مع أنصار الأمويين، ففي أثناء قدوم العبَّاسيين إلى العراق بقيادة قحطبة بن شبيب الطَّائي وولديه وتمكنهم من فتح الحصون والمدن فيها سنة 131هـ / 749م، تخبَّط والي العراق الأموي يزيد بن عمر بن هبيرة والمعرُوف بابن هُبَيْرة، في العثور على موقع مناسب لمُحاربة العبَّاسيين، فحاول  التحصُّن في جلولاء واحتفر خندقها المحفور أيام السَّاسانيين، إلا أنه قرر الارتحال إلى الكوفة لمُلاقاة جيش قحطبة، إلا أن الأخير قام بإرسال طائفة من الجند إلى الأنبار وأمرهم بإحدار ما فيها من السُّفُن لعبور الفُرات، فحملوا إليه السُّفُن وقطع العبَّاسيين الفُرات لملاقاة ابن هبيرة في الكوفة وكان الخليفة مروان بن محمَّد قد آزره بحوثرة بن سُهيل الباهلي ومعه عشرين ألفًا، فسار الفريقان على جانبي الفُرات، حتى اندلعت معركة بينهما، لينهزم الجيش الأموي بقيادة محمد بن نباتة وحوثرة الباهلي، إلا أن قحطبة أمير الجيش العبَّاسي تُوفي غرقًا، وكان قد أوصى جيشه مُسبقًا لاتباع ابنه الحسن. بعد انهزام ابن نُباتة وحوثرة الباهلي، قرروا الخروج نحو ابن هبيرة، فهبطت معنويات الأخير لهزيمتهم، وقرر ترك عسكرهم وما فيه من الأموال والسِّلاح وغيره نحو واسط، ليحصي الحسن بن قحطبة ما في العسكر ويضيفه لغنائم جيشه.

## حصار واسط إحدى عشر شهرا
تحصَّن ابن هُبيرة في واسط مع جنده من أهل الشَّام، وحين أراد الجند قتال جيش الحسن بن قحطبة في إحدى المواضع قرب دجلة، تعرَّضوا لهزيمة قاسية وأكمل عليهم الحسن حتى اضطَّرهم إلى دجلة فغرق الكثير من الجند والناس، ثم دخل المدينة وتقهقر ابن هُبيرة إلى الحصن الموجود فيها. وفي أثناء تلك الأحداث، طلب غيلان الخُزاعي من الخليفة السَّفَّاح أن يمن عليه برجل من أهل بيته للمسير إلى واسط، فاستغرب السَّفَّاح لطلبه وقال بأن الحسن بن قحطبة من أهل بيته، وكان الخزاعي يكره الحسن وواجدًا عليه، فأصر على طلبه، فبعث السَّفَّاح أخوه أبو جعفر بعد عودته من خُراسان اثر زيارته لأبي مُسلم إلى واسط وكتب إلى الحسن قائلًا: «إن العسكر عسكرك، والقُوَّاد قُوَّادك، ولكن أحببتُ أن يكون أخي حاضرًا، فاسمع له وأطع وأحسن موازرته». أنزل الحسن أبو جعفر في خيمته توقيرًا له، وجعل عثمان بن نهيك حارسًا له.
طال الحصار على ابن هُبيرة، والذي تفاءل بالثورات التي اندلعت في الشَّام والجزيرة، وحاول مراسلة محمد النَّفس الزكيَّة ليمنيه بالخلافة قاصدًا بذلك إغاظة العبَّاسيين، وكان يريد جلب اليمانيَّة من أهل واسط في صفه، إلا أن العبَّاسيين كانوا يقظين لهذه المحاولات، فقام أبو جعفر بالتواصل مع اليمانيَّة وصرَّح لهم: «السُّلطان سلطانكم والدولة دولتكم»، وطمأنهم وأغراهم حتى نجح في شق الصف داخل جند ابن هُبيرة، فتخلَّوا عن الأخير وانفضَّت القيسيَّة عنه، حتى لم يبق مع ابن هُبيرة سوى الفتيان والصَّعاليك آخر أيام الحصار، حتى كان الخبر القاصم بمقتل مروان بن محمد وانتهاء الثورات في الشام والجزيرة واستتباب الأمور لبني العبَّاس.

## استسلام الحامية ومقتل ابن هبيرة
أرسل ابن هُبيرة بالكُتُب إلى أبو جعفر طلبًا للصلح بعد مقتل مروان بن محمد وبعد أن بلغ الحصار مدة 11 شهرًا، ودارت بينهما مراسلات كثيرة. طلب أبو جعفر من السَّفَّاح إعطاء الأمان لابن هبيرة، فوافق في البداية ومكث ابن هُبيرة أربعين يومًا يُدقق في كتاب الأمان مع العُلماء حتى وافق عليه، ثم بعثه إلى أبو جعفر وأرسله الأخير إلى الخليفة، وأمضى له بذلك، غير أن أبو الجهم بن عطية وكان تابعًا لأبو مُسلم الخُراساني ويكتب له بكل شيء، فأرسل أبي مُسلم كتابًا إلى السَّفَّاح ينهاه عن مصالحة ابن هُبيرة، قائلًا في رسالته: «إن الطريق السهل إذا ألقيت فيه الحجارة فسد، لا والله لا يصلح طريق فيه ابن هبيرة»، وكان الخليفة لا يقطع أمرًا دون مراجعة أبي مُسلم ومعرفة رأيه، فكتب إلى أبو جعفر بقتل ابن هُبيرة، فراجعه أبو جعفر وناشده الوفاء بالصُّلح مرارًا، حتى اضطَّر السَّفَّاح أن يكتب لأخيه قائلًا: «والله لتقتلنه أو لأرسلن إليه من يخرجه من حجرتك ثم يتولى قتله». لم يجد أبو جعفر مناصًا من النزول على رأي الخليفة الحاكم، على الرُّغم من أن الغدر له وقعٌ أليم في النُّفوس فضلًا لما رأى من نُبل ابن هُبيرة، فترك أبو جعفر أمر قتله للحسن بن قحطبة، إلا أن الأخير أشار بأن ينفذ له رجل من مضر حتى لا تخرج فتنة عصبيَّة.
انطلق خازم بن خزيمة التميمي، والأغلب بن سالم التميمي، والهيثم بن شعبة في نحو مائة مُقاتل نحو ابن هُبيرة، وتحيَّلوا بأنهم قدموا لحمل المال، فأدخلهم في داره، وجعلوا ينظرون في نواحي الدار، وكان معه ابنه داوُد وكاتبه عمرو بن أيوب وحاجبه وعدة من مواليه، فشعر ابن هُبيرة بوجود شيء خطير يُحاك فقال: «أقسم بالله إن في وجوه القوم لشراً»، فأقبل نحوه الهيثم بن شعبة مع العبَّاسيين وقتلوه وتتبَّعوا قُوَّاده وأصحابه وأبنائه قتلًا، وبمقتله تُطوى آخر صفحة من فلول بني أميَّة وخلافتهم. كان أبو جعفر يرى أن استرضاء القادة الذين كانوا دعامة بني أميَّة قُوة للعبَّاسيين، أما أبو مُسلم فقد كان يرى وجود قادة بارزين في صفوف العبَّاسيين إضعافًا لمركزه، وكان يرى وجوب التخلُّص منهم.

### فهرس المنشورات
1. ↑  ابن الأثير (2005)، ص. 773.
2. 1 2  ابن الأثير (2005)، ص. 774.
3. ↑  الطبري (2004)، ص. 1483.
4. ↑  ابن الأثير (2005)، ص. 784.
5. 1 2  إلهامي (2013)، ص. 244.
6. 1 2  الطبري (2004)، ص. 1484-1485.
7. 1 2  إلهامي (2013)، ص. 246.
8. ↑  ابن كثير (2004)، ص. 1489.
9. ↑  أدهم (1969)، ص. 68.
10. ↑  شاكر (2000)، ج. 1، ص. 95.

### معلومات المنشورات كاملة
الكتب مرتبة حسب تاريخ النشر
- علي أدهم (1969)، أبو جعفر المنصور، القاهرة: دار الكاتب العربي، OCLC:4770145624، QID:Q123471625
- محمود شاكر (2000)، تاريخ الدولة العباسية (ط. 6)، بيروت: المكتب الإسلامي، QID:Q125381951
- محمد بن جرير الطبري (2004). تاريخ الأمم والملوك، تاريخ الطبري: طبعة مقدم لها بتوضيح في أسانيد الطبري وبيان المؤاخذات عليها، وصححت النسخة على أصح النسخ الموجودة، وخدمت بفهارس للآيات وفهارس للأحاديث، وفهارس للموضوعات. مراجعة: أبو صهيب الكرمي. عَمَّان: بيت الأفكار الدولية. ISBN:978-9957-21-152-3. OCLC:956977290. QID:Q123224476.
- ابن كثير الدمشقي (2004)، البداية والنهاية، تحقيق: أبو صهيب الكرمي (ط. 1)، لبنان: بيت الأفكار الدولية، OCLC:1014077365، QID:Q123368203
- ابن الأثير الجزري (2005)، الكامل في التاريخ، مراجعة: أبو صهيب الكرمي، عَمَّان: بيت الأفكار الدولية، OCLC:122745941، QID:Q123225171
- محمد إلهامي (2013)، العباسيون الأقوياء: رحلة العباسيين منذ بداية الثورة وحتى نهاية عصرهم الذهبي، رحلة الخلافة العباسية (1) (ط. 1)، القاهرة: مؤسسة اقرأ، OCLC:908114750، QID:Q126202684